# Sci alpino ai I Giochi olimpici giovanili invernali - Supergigante maschile
La gara del supergigante ragazzi di sci alpino ai I Giochi olimpici giovanili invernali di Innsbruck 2012 si è tenuta sulla pista della Patscherkofel il 14 gennaio. Hanno preso parte a questa gara 55 atleti in rappresentanza di 47 nazioni.

## Risultato
| Pos. | Pett. | Atleta                  | Nazione       | Tempo   | Distacco |
| ---- | ----- | ----------------------- | ------------- | ------- | -------- |
|      | 13    | Adam Lamhamedi          | Marocco       | 1'04"45 |          |
|      | 14    | Fredrik Bauer           | Svezia        | 1'04"57 | +0"12    |
|      | 2     | Joan Verdú              | Andorra       | 1'04"65 | +0"20    |
| 4    | 8     | Victor Schuller         | Francia       | 1'04"81 | +0"36    |
| 5    | 3     | Lucas Krahnert          | Germania      | 1'04"84 | +0"39    |
| 6    | 12    | Marcus Monsen           | Norvegia      | 1'04"97 | +0"52    |
| 7    | 19    | Davide Da Villa         | Italia        | 1'05"53 | +1"08    |
| 8    | 20    | Massimiliano Valcareggi | Grecia        | 1'05"55 | +1"10    |
| 9    | 9     | Hannes Zingerle         | Italia        | 1'05"57 | +1"12    |
| 10   | 44    | Mathias Elmar Graf      | Austria       | 1'05"62 | +1"17    |
| 11   | 41    | Sandro Simonet          | Svizzera      | 1'05"71 | +1"26    |
| 12   | 30    | Seiya Hiroshima         | Giappone      | 1'06"00 | +1"55    |
| 13   | 18    | Jan Gut                 | Svizzera      | 1'06"06 | +1"61    |
| 14   | 22    | Martin Štěpán           | Rep. Ceca     | 1'06"24 | +1"79    |
| 15   | 10    | Artëm Pak               | Russia        | 1'06"27 | +1"82    |
| 16   | 17    | Alex Leever             | Stati Uniti   | 1'06"33 | +1"88    |
| 17   | 26    | Paul Henderson          | Regno Unito   | 1'06"97 | +2"52    |
| 18   | 27    | Roman Murín             | Slovacchia    | 1'07"01 | +2"56    |
| 19   | 23    | Jakob Helgi Bjarnason   | Islanda       | 1'07"07 | +2"62    |
| 20   | 46    | Lambert Quézel          | Canada        | 1'07"40 | +2"95    |
| 21   | 28    | Sebastián Echeverria    | Cile          | 1'07"59 | +3"14    |
| 22   | 24    | Kim Dong-Woo            | Corea del Sud | 1'07"65 | +3"20    |
| 23   | 35    | Andrzej Dziedzic        | Polonia       | 1'07"98 | +3"53    |
| 24   | 21    | Adrià Bertran           | Spagna        | 1'08"21 | +3"76    |
| 25   | 45    | Ramiro Fregonese        | Argentina     | 1'08"48 | +4"03    |
| 26   | 31    | Juho Sattanen           | Finlandia     | 1'08"86 | +4"41    |
| 27   | 33    | Dmytro Mycak            | Ucraina       | 1'08"89 | +4"44    |
| 28   | 43    | Tõnis Loik              | Estonia       | 1'09"00 | +4"55    |
| 29   | 34    | Georgi Nušev            | Bulgaria      | 1'09"11 | +4"66    |
| 30   | 32    | Mihai Andrei Centiu     | Romania       | 1'09"42 | +4"97    |
| 31   | 25    | Harry Izard-Price       | Nuova Zelanda | 1'09"52 | +5"07    |
| 32   | 47    | Miks Edgars Zvejnieks   | Lettonia      | 1'09"99 | +5"54    |
| 33   | 29    | Ruslan Sabitov          | Kazakistan    | 1'10"32 | +5"87    |
| 34   | 40    | Márton Kékesi           | Ungheria      | 1'11"70 | +7"25    |
| 35   | 50    | Rokas Zaveckas          | Lituania      | 1'12"29 | +7"84    |
| 36   | 53    | Alexandre Mohbat        | Libano        | 1'14"42 | +9"97    |
| 37   | 55    | Mustafa Topaloğlu       | Turchia       | 1'15"64 | +11"19   |
| 38   | 51    | Bryan Pelassy           | Monaco        | 1'16"51 | +12"06   |
| 39   | 52    | Nima Baha               | Iran          | 1'17"43 | +12"98   |
| 40   | 38    | Arkadij Semenčenko      | Uzbekistan    | 1'17"50 | +13"05   |
| 41   | 54    | Sive Speelman           | Sudafrica     | 1'18"31 | +13"86   |
| DNF  | 1     | Martin Grasic           | Canada        |         |          |
| DNF  | 4     | Miha Hrobat             | Slovenia      |         |          |
| DNF  | 5     | Lény Herpin             | Francia       |         |          |
| DNF  | 6     | Martin Fjeldberg        | Norvegia      |         |          |
| DNF  | 7     | Marco Schwarz           | Austria       |         |          |
| DNF  | 11    | Štefan Hadalin          | Slovenia      |         |          |
| DNF  | 16    | Dries van den Broecke   | Belgio        |         |          |
| DNF  | 36    | Shannon Abeda           | Eritrea       |         |          |
| DNF  | 42    | Istok Rodeš             | Croazia       |         |          |
| DNF  | 48    | Manuel Hug              | Liechtenstein |         |          |
| DNF  | 49    | Frederik Munck Bigom    | Danimarca     |         |          |
| DSQ  | 15    | Nikolaus Ertl           | Germania      |         |          |
| DSQ  | 37    | Harry Laidlaw           | Australia     |         |          |
| DSQ  | 39    | Marjan Nasoku           | Macedonia     |         |          |

Ora locale: 12:30

Partenza: 1461 m, arrivo: 1020 m

Tracciatore: Markus Waldner, 38 porte
Legenda:
- Pos. = posizione
- Pett. = pettorale
- DNS = non partito
- DNF = prova non completata
- DSQ = squalificato